# One Race Films
One Race Films ou One Race Productions est une société de production cinématographique créée par Vin Diesel à Los Angeles en 1994.

## Historique
En 2002, One Race Films lance la société de conception de jeux vidéo Tigon Studios qui produit les jeux The Chronicles of Riddick: Escape from Butcher Bay (2004) et The Wheelman (2009).
En 2011, le tournage du film Riddick s'arrête soudainement et pendant plusieurs semaines parce que la société de production avait cessé de payer - et pour aucune raison apparente - les employés travaillant sur le tournage à Montréal. En avril 2018, One Race Films rachète la franchise des films xXx à Revolutions Studios. En 2021, One Race Films entame la construction d'un studio de production en République dominicaine.

## Films produits
- 1994 : Multi-Facial (court métrage)
- 1997 : Strays
- 2002 : xXx
- 2003 : Un homme à part
- 2004 : Les Chroniques de Riddick
- 2005 : Baby-Sittor
- 2009 : Fast and Furious 4
- 2011 : Fast and Furious 5
- 2013 : Fast and Furious 6
- 2015 : Fast and Furious 7
- 2015 : Le Dernier Chasseur de sorcières
- 2017 : xXx : Reactivated
- 2017 : Fast and Furious 8
- 2020 : Bloodshot
- 2021 : Fast and Furious 9
- prochainement : Riddick: Furya de David Twohy